# چهارگاه-بیات ترک (آلبوم)
 چهارگاه ـ بیات ترک نام یک آلبوم موسیقی اثر حسین علیزاده، هنرمند ایرانی است که در سبک سنتی تهیه شده و دارای ۱۵ آهنگ است. حسین عمومی و محمد قوی‌حلم نیز در ساخت این آلبوم همکاری کرده‌اند.

## فهرست آهنگ‌ها
| ردیف | آهنگ                       |
| ۱    | لزگی                       |
| ۲    | چهارمضراب                  |
| ۳    | نغمه                       |
| ۴    | زنگوله                     |
| ۵    | زابل                       |
| ۶    | مخالف                      |
| ۷    | تصنیف کاروان               |
| ۸    | پیش درآمد                  |
| ۹    | درآمد                      |
| ۱۰   | چهارمضراب                  |
| ۱۱   | ضربی بیات ترک              |
| ۱۲   | آواز                       |
| ۱۳   | شکسته،فرود                 |
| ۱۴   | شور و دو بیتی خوانی        |
| ۱۵   | (تصنیف(بر مبنای ملودی کردی |